# Унжа (Красноярский край)
Унжа — село в Тасеевском районе Красноярского края, административный центр Вахрушевского сельсовета.

## География
Находится в примерно в 21 километрах по прямой на запад от районного центра села Тасеево.

## Климат
Климат рассматриваемого района резко континентальный. Средняя температура воздуха наиболее холодного месяца — −23 °C. Абсолютный минимум температур — −57 °C. Средняя температура воздуха наиболее жаркого месяца +17,7 °C. Средняя максимальная +24,1 °C. Средняя годовая температура −2.6 °C. Продолжительность устойчивых морозов — 138 суток. Продолжительность безморозного периода: наибольшая — 108 суток, средняя — 60 суток. Продолжительность периода со среднесуточной температурой менее 10 °C — 268 дней. Осенний период в рассматриваемом районе довольно короткий, и уже 18 октября происходит переход среднесуточных температур через 0 °C к отрицательным значениям. Летний сезон, когда среднесуточные температуры превышают 10 °C, начинается во второй декаде мая и продолжается до 10 сентября. Проникновение арктических масс воздуха вглубь материка часто вызывает заморозки и в июне.

## История
Согласно региональным данным село основано в 1899 году. В 1926 году учтено 482 жителя. В советское время работал колхоз «Пролетарий» и лагпункт Унжа Краслага.

## Население
Постоянное население составляло 291 человек в 2002 году (97 % русские), 197 в 2010 году.